# Bremec
Bremec je priimek v Sloveniji, ki ga je po podatkih Statističnega urada Republike Slovenije na dan 1. januarja 2010 uporabljalo 426 oseb in je med vsemi priimki po pogostosti uporabe uvrščen na 804. mesto.

## Znani nosilci priimka
- Almira Bremec (*1958), slikarka in grafičarka
- Andrej Bremec, arhitekt, ravnatelj srednje šole za oblikovanje v Ljubljani
- Enej Bremec, košarkar
- Jana Bremec & Tomi Bremec, dermatologa
- Jasmina Bremec, plesalka
- Martina Bremec Mrhar, dramaturginja
- Matjaž Bremec (*1972), častnik
- Miha Bremec (*1983), hokejist
- Milko Melhior Bremec, (1890-1971), metalurg, kovaški strokovnjak
- Marjana Bremec Homar (*1946), košarkarica
- Miroslav Šuligoj Bremec, domoznanec Trnovsko-Banjške planote
- Nastja Bremec Rynia (*1986), sodobna plesalka, koreografinja
- Pavel Bremec